# 加雅涅

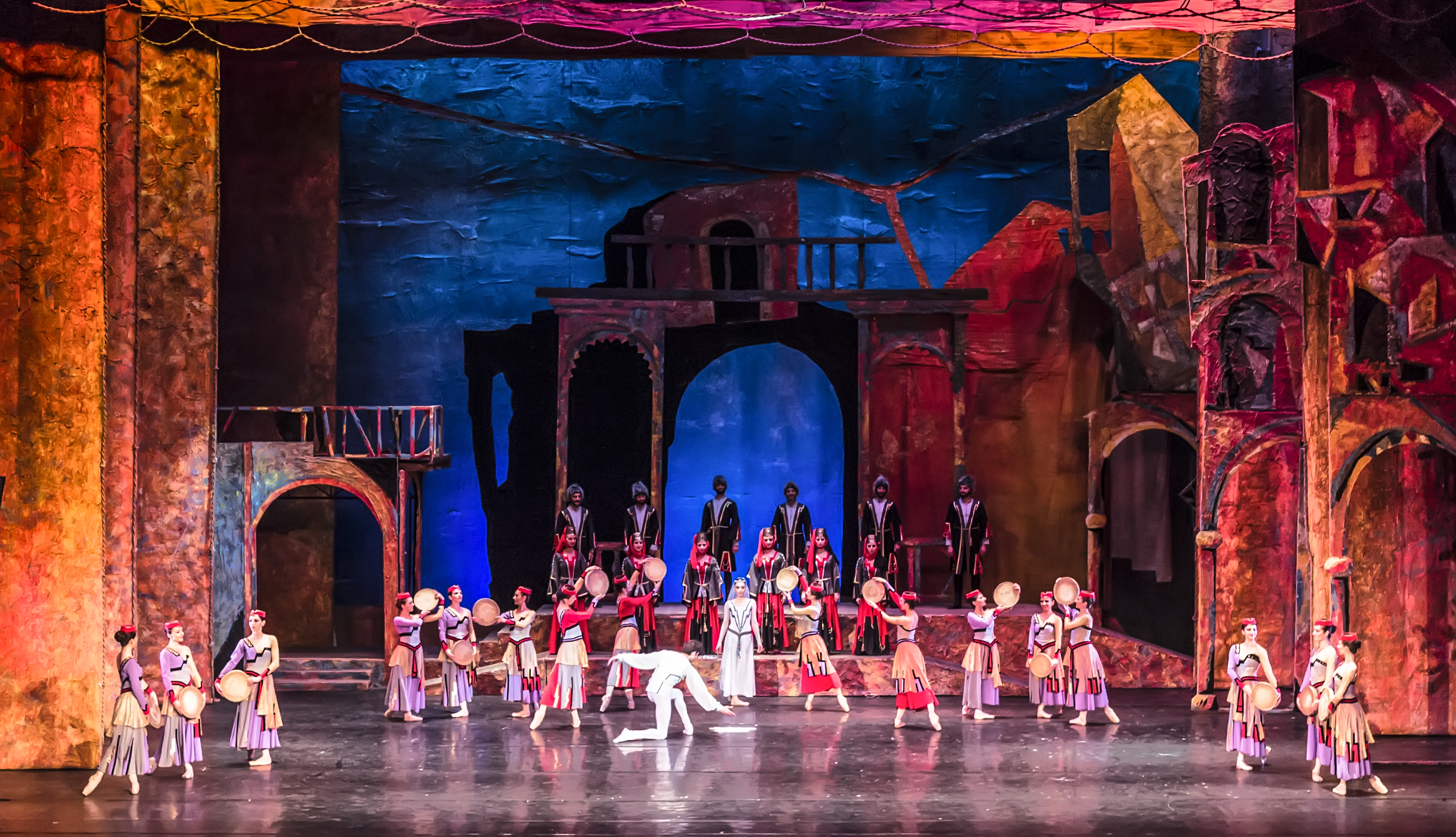
加雅涅 (ballet) 08.05.2012

加雅涅（俄語：Гаянэ），四幕芭蕾舞剧，阿拉姆·哈恰圖良作曲。

## 情节与剧本

### 情节
故事发生在亚美尼亚的边境山区。 女主角是年轻的合作社社员加雅涅。
- 第一幕

合作社的农民在摘收棉花。出场的有加雅涅，和她的父亲、弟弟、妹妹、还有她的丈夫。男主角，卡扎科夫，苏联边防军官，也出场了。
- 第二幕

加雅涅的家。
- 第三幕

库尔德人的聚居地。
- 第四幕

一年之后，在合作社。

## 舞蹈与音乐
马刀舞曲来自舞剧中的第四幕。